# Pumpwerk Nettebach

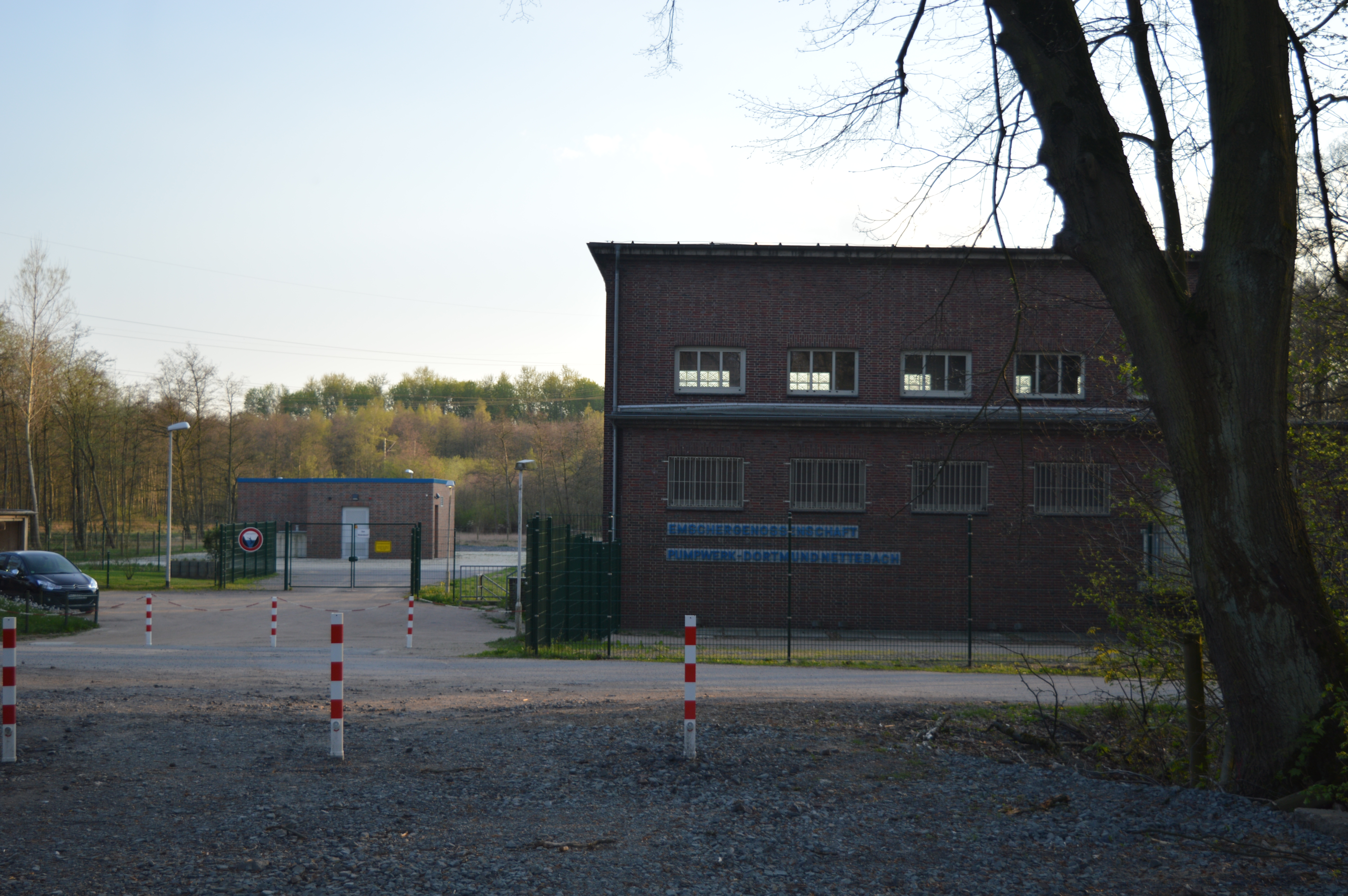
Pumpwerk Nettebach

Das Pumpwerk Nettebach ist ein 1951 errichtetes Wasserbauwerk der Emschergenossenschaft in Dortmund.
Das Pumpwerk sorgt für die Wasserhaltung im Dortmunder Norden im 1.032 Hektar großen Einzugsgebiet des Nettebachs, nahe Schloss Westhusen. Aufgrund bergbaubedingter Senkungen war der zwischen 1913 und 1932 ausgebaute Bach im Oberlauf so weit abgesunken, dass eine 150 Hektar große Fläche dauerhaft unter Wasser stand. Um das Pumpwerk im schwierigen Gelände errichten zu können, wurde es mittels eines 10,6 Meter hohen Senkkastens aus 530 m³ Beton gegründet, der 10 Meter tief in das Erdwerk abgesenkt wurde. 
Das Pumpwerk Nettebach, das Teil der Themenroute 13 der Route der Industriekultur ist, besitzt eine maximale Förderleistung von 6.500 Litern in der Sekunde. 